# 馬雷克·薩加諾斯基

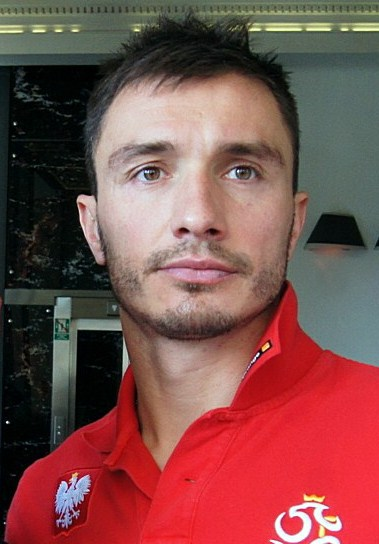

馬雷克·薩加諾斯基（波蘭語：Marek Mirosław Saganowski；1978年10月31日—）是一位波蘭足球運動員。在場上的位置是前鋒。他現在效力於波蘭足球甲級聯賽球隊華沙萊吉亞足球俱樂部。他也曾效力於英超球隊南安普敦足球俱樂部。他也代表波蘭國家足球隊參賽。